# Memphis (album)
Memphis è un album in studio del cantautore e chitarrista statunitense Roy Orbison, pubblicato nel 1972.

## Tracce
Side 1
1. Memphis, Tennessee (Chuck Berry)
2. Why a Woman Cries (Jerry McBee)
3. Run, Baby Run (Back Into My Arms) (Joe Melson, Don Gant)
4. Take Care of Your Woman (Jerry McBee)
5. I'm the Man on Susie's Mind (Joe Melson, Glenn Barber)
6. I Can't Stop Loving You (Don Gibson)

Side 2
1. Run the Engines Up High (Jerry McBee)
2. It Ain't No Big Thing (But It's Growing) (Neal Merritt, Alice Joy Merritt, Shorty Hall)
3. I Fought the Law (Sonny Curtis)
4. The Three Bells (Jean Villard Gilles; testo inglese Bert Reisfeld)
5. Danny Boy (Frederick Weatherly)